# Ukamienowanie Sorayi M.
Ukamienowanie Sorayi M. (ang. The Stoning of Soraya M., perski .سنگسار ثريا م) − amerykański dramat społeczny z 2008 roku. Adaptacja powieści Freidoune'a Sahebjama La Femme Lapidée, opowiadającej o życiu Sorayi Manutchehri.

## Opis fabuły
W małej irańskiej wiosce dochodzi do tragicznego wydarzenia – niesłusznie oskarżona przez własnego męża kobieta zostaje ukamienowana. Przypadkowo do wioski trafia dziennikarz, któremu o całym zajściu opowiada ciotka ukamienowanej.

## Obsada
- Mozhan Marnò − Soraya
- Shohreh Aghdashloo − Zahra
- James Caviezel − Freidoune Sahebjam
- Ali Pourtash − Mułła Hassan
- Navid Negahban − Ali
- David Diaan − Ebrahim
- Parviz Sayyad − Hashem
- Vida Ghahremani − Pani Massoud
- Vachik Mangassarian − Morteza Ramazani
- Yousef Shweihat − Konferansjer
- Noor Al Taher − Kataneh
- Haya Al Taher − Malaka
- Khalid Khan − Warden
- Fay Yan − Bita